# Boston-Marathon 1981
Der Boston-Marathon 1981 war die 85. Ausgabe der jährlich stattfindenden Laufveranstaltung in Boston, Vereinigte Staaten. Der Marathon fand am 20. April 1981 statt.
Bei den Männern gewann Toshihiko Seko in 2:09:26 h und bei den Frauen Allison Roe in 2:26:46 h.

## Ergebnisse

### Männer
| Platz | Athlet         | Land                   | Zeit (h) |
| ----- | -------------- | ---------------------- | -------- |
| 01    | Toshihiko Seko | Japan                  | 2:09:26  |
| 02    | Craig Virgin   | Vereinigte Staaten     | 2:10:26  |
| 03    | Bill Rodgers   | Vereinigte Staaten     | 2:10:34  |
| 04    | John Lodwick   | Vereinigte Staaten     | 2:11:33  |
| 05    | Malcolm East   | Vereinigtes Königreich | 2:11:35  |
| 06    | Jukka Toivola  | Finnland               | 2:11:52  |
| 07    | Dennis Rinde   | Vereinigte Staaten     | 2:12:01  |
| 08    | David Chettle  | Australien             | 2:12:23  |
| 09    | Kyle Heffner   | Vereinigte Staaten     | 2:12:31  |
| 10    | Víctor Mora    | Kolumbien              | 2:12:55  |

### Frauen
| Platz | Athletin           | Land               | Zeit (h) |
| ----- | ------------------ | ------------------ | -------- |
| 01    | Allison Roe        | Neuseeland         | 2:26:46  |
| 02    | Patti Catalano     | Vereinigte Staaten | 2:27:51  |
| 03    | Joan Benoit        | Vereinigte Staaten | 2:30:16  |
| 04    | Julie Shea         | Vereinigte Staaten | 2:30:54  |
| 05    | Jacqueline Gareau  | Kanada             | 2:31:26  |
| 06    | Sissel Grottenberg | Norwegen           | 2:33:02  |
| 07    | Nancy Conz         | Vereinigte Staaten | 2:34:48  |
| 08    | Laura Dewald       | Vereinigte Staaten | 2:35:57  |
| 09    | Kiki Sweigart      | Vereinigte Staaten | 2:36:55  |
| 10    | Lorrie Dierdorff   | Vereinigte Staaten | 2:38:03  |